# Gornji Livoč
Livoç i Epërm en albanais et Gornji Livoč en serbe latin (en serbe cyrillique : Горњи Ливоч) est une localité du Kosovo située dans la commune/municipalité de Gjilan/Gnjilane, district de Gjilan/Gnjilane (Kosovo) ou district de Kosovo-Pomoravlje (Serbie). Selon le recensement kosovar de 2011, elle compte 2 551 habitants.

## Démographie

### Évolution historique de la population dans la localité
| 1948 | 1953 | 1961 | 1971  | 1981  | 1991  | 2011  |
| ---- | ---- | ---- | ----- | ----- | ----- | ----- |
| 593  | 679  | 898  | 1 129 | 1 285 | 1 422 | 2 551 |

|  |

### Répartition de la population par nationalités (2011)
En 2011, les Albanais représentaient 96,62 % de la population.